# Партини
Партините (на гръцки: Παρθῖνοι, Παρθηνοί; на латински: Parthini, Partheni, Peerthenetai) са илирийско племе.
Населяват земите до племето тавланти, северно от Епир (Нов Епир), близо до гръцката колония Епидамнос (дн. Драч). Ограждат територията си с вал. Техният главен град е Партус (днес в долината на река Шкумби, Албания). Друг техен град е Димал, близо до Аполония Илирийска.
След смъртта на Филип II, царя на Македония, те придружават Плеврат I, илирийски принц, съюзен с римляните. Помагат на Юлий Цезар в боевете му против Помпей. През 30 пр.н.е. се съюзяват с Марк Юний Брут и са победени от Гай Азиний Полион.